# Podgorica (gmina Dobrepolje)
Podgorica – wieś w Słowenii, w gminie Dobrepolje. W 2018 roku liczyła 59 mieszkańców.